# КНДР на летних Олимпийских играх 2024

## Квалификация
| № п/п | Вид спорта            | Мужчины        | Мужчины                | Женщины        | Женщины                | Всего          | Всего                  |
| № п/п | Вид спорта            | Завоевано квот | Количество спортсменов | Завоевано квот | Количество спортсменов | Завоевано квот | Количество спортсменов |
| ----- | --------------------- | -------------- | ---------------------- | -------------- | ---------------------- | -------------- | ---------------------- |
| 1     | Бокс                  |                |                        | 2              | 2                      | 2              | 2                      |
| 2     | Борьба                | 1              | 1                      | 4              | 4                      | 5              | 5                      |
| 3     | Спортивная гимнастика |                |                        | 1              | 1                      | 1              | 1                      |
| 4     | Лёгкая атлетика       | 1              | 1                      |                |                        | 1              | 1                      |
| 5     | Прыжки в воду         |                |                        | 2              | 2                      | 2              | 2                      |
| 6     | Настольный теннис     |                | 1                      |                | 1                      | 1              | 2                      |
|       | ИТОГО                 | 2              | 3                      | 9              | 10                     | 12             | 13                     |

## Медали
| Медаль | Спортсмен(ы) | Вид спорта | Дисциплина | Дата |
| ------ | ------------ | ---------- | ---------- | ---- |

| Вид спорта | 1 | 2 | 3 | Всего |

| Медали по датам | Медали по датам | Медали по датам | Медали по датам | Медали по датам | Медали по датам |
| --------------- | --------------- | --------------- | --------------- | --------------- | --------------- |
| Дата            | 1               | 2               | 3               | Всего           |                 |

## Состав команды
Бокс
1. Пан Чхоль Ми
2. Вон Ун Гён[англ.]

 Борьба
Вольная борьба
1. Ким Сонхян
2. Цой Хёгён
3. Мун Хёнгён
4. Пак Сольгум

Греко-римская борьба
1. Ли Сеун

Гимнастика
 Спортивная гимнастика
1. Ан Чханок

 Лёгкая атлетика
1. Хан Иль Рён[англ.]

 Настольный теннис
1. Ли Чжон Сик[англ.]
2. Ким Кум Ён[англ.]

 Прыжки в воду
1. Ким Ми Ре[англ.]
2. Чин Ми Чжо[англ.]

## Бокс
КНДР завоевала два места в женский турнир по боксу на Азиатских играх 2022 года в Ханчжоу, Китай.
| Спортсмен    | Категория        | 1 раунд            | 1/8 финала         | Четвертьфиналы     | Полуфиналы         | Финал              | Финал |
| Спортсмен    | Категория        | Соперник Результат | Соперник Результат | Соперник Результат | Соперник Результат | Соперник Результат | Место |
| ------------ | ---------------- | ------------------ | ------------------ | ------------------ | ------------------ | ------------------ | ----- |
| Пан Чхоль Ми | Женщины до 54 кг | 0                  |                    |                    |                    |                    |       |
| Вон Ун Гён   | Женщины до 60 кг | 0                  |                    |                    |                    |                    |       |

## Борьба
КНДР завоевала одно место в турнир по греко-римской борьбе и три места в женский турнир на Азиатском квалификационном турнире 2024 года в Бишкеке, Кыргызстан и одно место в женский турнир по вольной борьбе на Мировом квалификационном турнире 2024 года в Стамбуле, Турция.
Вольная борьба
| Спортсмен   | Категория        | 1/8 финала         | Четвертьфиналы     | Полуфиналы         | Утеш.поединки      | Финал / За 3 место | Финал / За 3 место |
| Спортсмен   | Категория        | Соперник Результат | Соперник Результат | Соперник Результат | Соперник Результат | Соперник Результат | Место              |
| ----------- | ---------------- | ------------------ | ------------------ | ------------------ | ------------------ | ------------------ | ------------------ |
| Ким Сонхян  | Женщины до 50 кг |                    |                    |                    |                    |                    |                    |
| Цой Хёгён   | Женщины до 53 кг |                    |                    |                    |                    |                    |                    |
| Мун Хёнгён  | Женщины до 62 кг |                    |                    |                    |                    |                    |                    |
| Пак Сольгум | Женщины до 68 кг |                    |                    |                    |                    |                    |                    |

Греко-римская борьба
| Спортсмен | Категория        | 1/8 финала         | Четвертьфиналы     | Полуфиналы         | Утеш.поединки      | Финал / За 3 место | Финал / За 3 место |
| Спортсмен | Категория        | Соперник Результат | Соперник Результат | Соперник Результат | Соперник Результат | Соперник Результат | Место              |
| --------- | ---------------- | ------------------ | ------------------ | ------------------ | ------------------ | ------------------ | ------------------ |
| Ли Сеун   | Мужчины до 60 кг |                    |                    |                    |                    |                    |                    |

## Гимнастика спортивная
Корейская гимнастка Ан Чханок завоевала право на участие в личном олимпийском турнире по результатам Серии этапов Кубка мира 2024 года. 

### Женщины
| Спортсмен | Дисциплина | Квалификация | Квалификация | Квалификация | Квалификация | Квалификация | Квалификация | Финал   | Финал   | Финал   | Финал   | Финал | Финал |
| Спортсмен | Дисциплина | Снаряды      | Снаряды      | Снаряды      | Снаряды      | Всего        | Место        | Снаряды | Снаряды | Снаряды | Снаряды | Всего | Место |
| Спортсмен | Дисциплина | ОП           | РБ           | Б            | В            | Всего        | Место        | ОП      | РБ      | Б       | В       | Всего | Место |
| --------- | ---------- | ------------ | ------------ | ------------ | ------------ | ------------ | ------------ | ------- | ------- | ------- | ------- | ----- | ----- |
| Ан Чханок | Многоборье |              |              |              |              |              |              |         |         |         |         |       |       |

## Легкая атлетика
Легкоатлеты КНДР получили универсальное место на участие в мужском марафоне.
Беговые дисциплины
Мужчины
| Спортсмен   | Дисциплина | Финал     | Финал |
| Спортсмен   | Дисциплина | Результат | Место |
| ----------- | ---------- | --------- | ----- |
| Хан Иль Рён | Марафон    |           |       |

## Настольный теннис
КНДР завоевала право выставить пару в миксте на  Олимпийском квалификационном турнире 2024 года в Гавиржове, Чехия.
| Спортсмен              | Дисциплина | 1/16               | 1/8                | Четвертьфиналы     | Полуфиналы         | Финал / За 3 место | Финал / За 3 место |
| Спортсмен              | Дисциплина | Соперник Результат | Соперник Результат | Соперник Результат | Соперник Результат | Соперник Результат | Место              |
| ---------------------- | ---------- | ------------------ | ------------------ | ------------------ | ------------------ | ------------------ | ------------------ |
| Ли Чжон Сик Ким Кум Ён | Микст пары |                    |                    |                    |                    |                    |                    |

## Прыжки в воду
КНДР завоевала по одному месту в личных и синхронных прыжках женщин с 10-метровой вышки на Чемпионате мира по водным видам спорта 2024 года в Дохе, Катар.
| Спортсмен            | Дисциплина                           | Квалификация | Квалификация | Полуфинал | Полуфинал | Финал | Финал |
| Спортсмен            | Дисциплина                           | Баллы        | Место        | Баллы     | Место     | Баллы | Место |
| -------------------- | ------------------------------------ | ------------ | ------------ | --------- | --------- | ----- | ----- |
| Ким Ми Ре            | Женщины 10-метровая вышка            |              |              |           |           |       |       |
| Ким Ми Ре Чин Ми Чжо | Женщины 10-метровая вышка синхронные | —            | —            | —         | —         |       |       |